# Liste von Persönlichkeiten der Stadt Oelsnitz/Erzgeb.
Die Liste von Persönlichkeiten der Stadt Oelsnitz/Erzgeb. enthält Personen, die in der Geschichte der sächsischen Stadt Oelsnitz/Erzgeb. eine nachhaltige Rolle gespielt haben. Es handelt sich dabei um Persönlichkeiten, die hier geboren sind oder hier gewirkt haben.

## Ehrenbürger
- 1933: Martin Mutschmann (1879–1947), NSDAP-Gauleiter und Reichsstatthalter von Sachsen[1]
- 2003: Reiner Kunze (* 1933), Schriftsteller
- 2017: Hans-Ludwig Richter (* 1952), 1990–2015 Bürgermeister von Oelsnitz[2]

## Söhne und Töchter der Stadt
- Robert Flechsig (1817–1892), Balneologe
- Hermann Rudolph (1846–1924), Architekt und Baumeister
- Albin Eichhorn (1854 – nach 1913), Violinist
- Alfred Haubold (1887–1969), General
- Gerhard Ludwig Binz (1895–1963), Jurist, Schriftsteller und Funktionär (NSDAP)
- Willibald Mayerl (1896–1977), Bergmann und Maler
- Karl Otto Stegmann (1901–1930), Motorradrennfahrer
- Ernst Baumann (1907–1993), Lehrer, Musikerzieher und Komponist
- Lothar Cohn (1908–1944), Widerstandskämpfer gegen den Nationalsozialismus
- Max Strobel (1912/13–unbekannt), Polizist im Zweiten Weltkrieg
- Heinrich Hartmann (1914–2007), Funktionär (NSDAP), Mitgründer des Internationalen Bundes und Künstler
- Joachim Günther (1918–1976), Verkehrswissenschaftler und Hochschullehrer
- Walter Kirsche (1920–2008), Anatom, Hochschullehrer, Naturforscher und Umweltschützer
- Heinz Bochmann (1921–2011), Landschaftsmaler und Aquarellist
- Gerhard Stein (1922–1987), DDR-Diplomat
- Georg Uhlmann (* 1922), Lehrer und Historiker
- Siegfried Hübner (1923–2017), römisch-katholischer Geistlicher und Dogmatiker
- Karl Vogel (1925–2004), Politiker (SED)
- Horst Rößler (1925–2012), Heimatforscher
- Walter Tuchscheerer (1929–1967), marxistischer Ökonom
- Otto Heilmann (* 1930), DDR-Diplomat
- Gert Bahner (* 1930–2019), Dirigent und ab 1980 Direktor der Oper Leipzig
- Horst Liebe (* 1931), Endurosportler
- Reiner Kunze (* 1933), Schriftsteller und DDR-Dissident
- Wolfgang Klaue (1935–2024), Filmarchivar
- Eberhard Kunz (* 1937), Diplomat, ehemaliger Botschafter der DDR, geboren in Neuwürschnitz
- Manfred Plobner (1938–2024), Politiker (SPD)
- Wolfgang Engelmann (1942–2020), Politiker (CDU)
- Harald Irmscher (* 1946), Fußballtrainer
- Bernd Kunzmann (* 1952), Physiker und Politiker (SPD)

## Persönlichkeiten mit Bezug zu Oelsnitz/Erzgeb.
- Bernhard Turley (1831–1908), Bergbeamter
- Karl Albin Uhlmann (1833–1902), Baumeister und Politiker
- Emanuel von Seidl (1856–1919), Architekt
- Simon Schocken (1874–1929), Kaufhausbesitzer
- Salman Schocken (1877–1959), Kaufmann und Verleger
- Erich Basarke (1878–1941), Architekt
- Michael Heuschneider (1888 – nach 1936), Politiker (NSDAP)
- Marie Majerová (1882–1967), Tschechische Schriftstellerin und Journalistin
- Willy Wendler (1883 – nach 1966), Bergmann und KPD/SED-Kulturfunktionär
- Karl Spitzner (1876–1951), Bergbeamter
- Bruno Lippmann (1896–1978), Lehrer und Heimatforscher
- Bernhard Sturtzkopf (1900–1972), Architekt
- Adolf Hennecke (1905–1975), Bergmann, FDGB- und SED-Funktionär
- Curt Beyer (1920–2021), Markscheider
- Rolf Vogel (1922–2017), Bergingenieur
- Martin Decker (1925–2013), Architekt
- Paul Fuchs (* 1936), Bildhauer und Klangkünstler
- Bernd Sikora (* 1940), Architekt, Designer und Buchautor
- Klaus Hirsch (1941–2018), Maler und Grafiker
- Christoph Daum (1953–2024), Fußballtrainer, wuchs hier auf
- Andreas Steiner (* 1954), Politiker
- Erika Harbort (* 1954), Bildhauerin und Malerin
- Udo Fankhänel (1965), Fußballspieler
- Rico Anton (* 1977), Politiker (CDU)
- Lutricia Bock (* 1999), Eiskunstläuferin, Deutsche Meisterin 2016
- Pierre-Pascal Keup (* 2001), Radsportler, Juniorenweltmeister 2019

## Bürgermeister der Stadt Oelsnitz/Erzgeb.
- Kammerrat Richard Beck (1857–1924), Gemeindevorstand 1892–1924
- Dr. Ruthardt Schuhmann (1878–1943), Bürgermeister 1924–1930
- Gustav Hermann (1872–1944), Bürgermeister 1930–1935
- Theodor Fromm (1895–1962), Bürgermeister 1935–1945
- Karl Langbein (1885–1970), Bürgermeister 1945
- Rudolf Schnabel (1900–1960), Bürgermeister 1945–1949
- Fritz Junghans (1913–2009), Bürgermeister 1950–1957
- Günter Peter (1927–2019), Bürgermeister 1957–1982
- Manfred Popp (1927–1999), Bürgermeister 1982–1987
- Manfred Behrend (* 1955), Bürgermeister 1987–1990
- Hans-Ludwig Richter (* 1952), Bürgermeister 1990–2015
- Bernd Birkigt (* 1966), Bürgermeister 2015–2022